# Rete tranviaria di Filadelfia
La rete tranviaria di Filadelfia è una rete di tranvie a servizio della città di Filadelfia e della Contea di Delaware, nello Stato della Pennsylvania. Nel centro città, le linee convergono in un tunnel sotterraneo mentre nel resto del loro percorso corrono in superficie; proprio per questa caratteristica, la rete è nota anche come Subway-Surface Trolley Lines.
La rete, che si compone di 5 linee e si estende per un totale di 31,9 km, è gestita dalla SEPTA ed è costituita dalle linee rimanenti della più estesa rete cittadina attivata nel 1906, quando le linee tranviarie precedentemente gestite da diversi operatori furono riunite sotto la gestione della Philadelphia Transportation Company, predecessore della SEPTA.
La città dispone anche di due linee tranviarie interurbane, la tranvia Media-Sharon Hill e la tranvia Norristown, e di una linea tranviaria urbana esercitata con vetture storiche, la tranvia Girard Avenue.

## La rete
La rete è attiva sette giorni su sette, con frequenze che variano dai 5 ai 30 minuti.
| Linea    | Percorso                                  | Lunghezza | Utenti giornalieri |
| -------- | ----------------------------------------- | --------- | ------------------ |
| Linea 10 | 13th Street ↔ 63rd Street-Malvern Avenue  | 9,5 km    | 14 271             |
| Linea 11 | 13th Street ↔ Darby Transportation Center | 10,8 km   | 15 353             |
| Linea 13 | 13th Street ↔ Darby Transportation Center | 11,1 km   | 15 079             |
| Linea 34 | 13th Street ↔ 61st Street                 | 7,7 km    | 14 062             |
| Linea 36 | 13th Street ↔ 80th Street-Eastwick        | 11,2 km   | 15 392             |